# Kerstin Thorvall
 Kerstin Hilma Margareta Thorvall (* 12. August 1925 in Eskilstuna; † 9. April 2010 in Stockholm) war eine schwedische Schriftstellerin, Illustratorin und Journalistin.

## Leben
Kerstin Thorvall wurde von 1945 bis 1947 zur Modezeichnerin ausgebildet und debütierte 1959 als Schriftstellerin mit dem Buch Boken till dig („Das Buch für dich“). Thorvall illustrierte in der Anfangszeit ihres Schaffens nicht nur ihre eigenen Kinder- und Jugendbücher, sondern auch eine Reihe anderer, darunter Kalle Blomkvist och Rasmus („Kalle Blomkvist und Rasmus“) von Astrid Lindgren, das 1953 erschien. Später schrieb sie überwiegend für Erwachsene und arbeitete als Feuilletonistin für die schwedische Wochenzeitung Vecko-Revyn sowie die Monatszeitung Damernas Värld von 1966 bis 1975.
In ihren offenherzigen Schilderungen, unter anderem über die weibliche Sexualität, wie in dem autobiografischen Werk Det mest förbjudna („Alles was verboten ist“, 1976), erweckte sie in den 1970er Jahren eine „moralische Panik“ und gehörte damit zu den meist kritisierten, aber auch meistgelesenen Schriftstellern Schwedens.
Thorvalls schriftstellerische Werke wurden mit den Jahren vermehrt wertgeschätzt, insbesondere durch eine memoirenähnliche Romantrilogie, deren erster Teil När man skjuter arbetare… („Kleide den Himmel in Dunkel“) von 1993 die Ehe der Eltern verarbeitet. Hierfür erhielt sie den Moa-Preis. Der zweite Teil I skuggan av oron („Wo das Leben beginnt“) von 1995 berichtet von ihrem Verhältnis zu ihrer Mutter nach dem Tod des Vaters. In Teil drei Från Signe till Alberte („Im Licht eines neuen Tages“) von 1998 wird ihr Leben als Ehefrau und Mutter behandelt.
Thorvall, die Mutter von vier Söhnen wurde, war hauptsächlich Romanschriftstellerin vieler hochgelobter Bücher. Aber sie kreierte auch einige Illustrationen.

## Werke
| - Boken till dig (1959) - Kvinnoglädje (1960) - För henne (1960) - Flicka i april (1961) - Någon att tycka om (1962) - Flicka i Paris (1963) - Flickan i verkligheten (1964) - Den nya kvinnan (1965) - Dubbelroll (1965) - Porträtt av ett mycket litet barn (1965) - Andra boken till dig (1965) - Jag vill dansa (1966) - Gunnar gör mål („Gunnar schießt ein Tor“, 1966), ISBN 3-85264-135-7 - Anders och hans stora bror (1966) - Fula ord är så sköna (1967) - Det var inte meningen (1967) - När Gunnar ville spela ishockey (1967) - Thomas – En vecka i maj („Thomas, eine Woche im Mai“, 1967), ISBN 3-7891-1999-7 - Kvinnor och barn (1968) - Gunnar vill inte klippa håret (1968) - „Vart ska du gå?“ „Ut“ („Kjelle geht raus“, 1969), ISBN 3-920110-20-X - Anders leker kurragömma (1970) - Peter möter Cecilia („Du bist mein Freund, Cecilia“, 1970), ISBN 3-570-02030-4 | - Nämen Gunnar! („Aber Gunnar!“, 1970), ISBN 3-7891-1898-2 - Följetong i skärt och svart (1971) - I min trotsålder (1971) - Resan till Italien (1971) - I stället för en pappa („Anstelle eines Vaters“, 1971), ISBN 3-7891-1998-9 - Jag vet hur det känns (1972) - Mamma, var är du? (1972) - Hur blir det sen då? („Und danach?“, 1972), ISBN 3-7891-1997-0 - Men akta dig, så att du inte blir kär (1973) - Tala mera om det (1973) - Sergio i Chile (1973) - Jag vill också vara med (1973) - Min pappa säger att din pappa sitter i fängelse (1974) - Godnattsagor om Anders, nästan 4 (1974) - Sara („Sonja“, 1975), ISBN 3-551-51128-4 - Vart ska du gå? Vet inte (1975) - Det ska vara en farmor i år (1976) - Att älska Sussy („Ein Mädchen wie Sussy“, 1976), ISBN 3-7891-1691-2 - Det mest förbjudna („Alles was verboten ist“, 1976), ISBN 3-88065-075-6 - Den lyckliga kärleken (1977) - Oskuldens död (1977) - Mer om Sara (1977) | - Anders hittar en kattunge (1978) - Ensam dam reser ensam (1979) - Doften av pion (1980) - Jonas och kärleken („Jonas hat Susanne lieb“, 1980), ISBN 3-7891-1691-2 - Din lycka är min (1981) - Tänk om det är klimakteriet (1982) - Ett fönster på glänt (1984) - Kärleksdikter (1985) - Den försvunna mamman („Die Verschwundene“, 1985), ISBN 3-499-12180-8 - Johanna (1985) - Tacka och ta emot och andra berättelser om kärlekens förvillelser (1987) - Svart resa (1987) - Nedstigen ängel (1991) - När man skjuter arbetare… (1993), ISBN 3-596-15283-6 - I skuggan av oron (1995), ISBN 3-596-15675-0 - Från Signe till Alberte (1998), ISBN 3-596-15676-9 - Berättelsen om Signe (1999) - Provokationer, passioner, personer och en eller annan hyacint (1999) - Jag minns alla mina älskare och hur de brukade ta på mig (2000) - Nödvändigheten i att dansa (2001) - Upptäckten (2003) - Jag är en grön bänk i Paris – Dikter 1965–1991 (2005) |

## Preise und Auszeichnungen
- Astrid-Lindgren-Preis 1977
- Moa-Preis 1994
- Preis Schriftsteller des Jahres der Gewerkschaft des Öffentlichen Dienstes Schwedens 1996
- Hedenvind-Plakette 1999
- Ivar Lo-Johanssons Persönlicher Preis 2004